# Andreas Svanebo
Andreas Svanebo né le 8 mai 1983 à Sundsvall est un triathlète suédois, quadruple champion d'Europe de triathlon d'hiver, il remporte le championnat du monde en 2010. Il pratique également le ski de fond et la course en montagne.

## Biographie

### Vie personnelle
Il est le cousin d'Anders Svanebo qui pratique le ski de fond en coupe du monde et le rollerski (vainqueur de la coupe du monde en 2012).

## Palmarès en triathlon
Le tableau présente les résultats les plus significatifs (podium) obtenus sur le circuit international de triathlon depuis 2007.
| Année | Compétition                                                | Pays          | Position           | Temps           |
| ----- | ---------------------------------------------------------- | ------------- | ------------------ | --------------- |
| 2012  | Championnat du monde de triathlon d'hiver                  | Finlande      | Médaille de bronze | 1 h 20 min 21 s |
| 2012  | Championnat d'Europe de triathlon d'hiver                  | Italie        | Médaille d'or      | 1 h 20 min 47 s |
| 2011  | Championnat du monde de triathlon d'hiver                  | Finlande      | Médaille de bronze | 1 h 10 min 50 s |
| 2011  | Championnat d'Europe de triathlon d'hiver                  | Suède         | Médaille d'argent  | 1 h 10 min 31 s |
| 2011  | Coupe du monde de triathlon d'hiver - étape de Latky Mlaky | Slovaquie     | Médaille d'or      | 1 h 16 min 37 s |
| 2011  | Coupe d'Europe de triathlon d'hiver - étape de Lygna       | Norvège       | Médaille d'or      | 1 h 29 min 50 s |
| 2010  | Championnat du monde de triathlon d'hiver                  | Norvège       | Médaille d'or      | 1 h 9 min 40 s  |
| 2010  | Championnat d'Europe de triathlon d'hiver                  | Norvège       | Médaille d'or      | 1 h 8 min 29 s  |
| 2010  | Coupe du monde de triathlon d'hiver - étape de Malles      | Italie        | Médaille d'or      | 1 h 22 min 28 s |
| 2009  | Championnat d'Europe de triathlon d'hiver                  | Slovénie      | Médaille d'argent  | 1 h 16 min 54 s |
| 2008  | Championnat du monde de triathlon d'hiver                  | Allemagne     | Médaille de bronze | 1 h 39 min 39 s |
| 2008  | Championnat d'Europe de triathlon d'hiver                  | Autriche      | Médaille d'or      | 1 h 19 min 59 s |
| 2008  | Coupe d'Europe de triathlon d'hiver - étape de Petzen      | Autriche      | Médaille d'or      | 0 h 55 min 27 s |
| 2007  | Championnat d'Europe de triathlon d'hiver                  | Liechtenstein | Médaille d'or      | 1 h 17 min 15 s |